# Change.org
Change.org est une plateforme de pétitions en ligne. Le site web est administré par l'entreprise américaine Change.org Inc. Il regroupe plus de trois cent millions d'utilisateurs et permet à toute personne ou organisation de lancer une pétition sur un sujet de son choix.
La grande majorité des pétitions lancées le sont par des individus, ou des collectifs et associations. Jusqu'en 2016, des sociétés telles que Virgin America ou des organisations, y compris des ONG telles que Amnesty International ou l'Humane Society of the United States, payaient le site pour accueillir et promouvoir leurs pétitions. Aujourd'hui, le site se finance via les contributions volontaires de ses membres, soit via la promotion des pétitions, soit par un programme de soutien que les membres peuvent rejoindre, il autorise aussi la revente d'informations collectée pour les pétitions. La mission déclarée de Change.org est de « donner à toute personne le pouvoir de créer le changement qu’elle souhaite voir ». Le site revendique des millions de signataires chaque mois pour des sujets populaires soulevés dans les domaines de la justice économique et pénale, la protection de l'environnement, les droits de l'homme, de l'éducation, des animaux, de la santé et de l'alimentation durable.

## Utilisation par pays

### Allemagne
Au 31 décembre 2019, 6,2 millions de membres étaient revendiqués par la plateforme dans le pays.
En juillet 2012, Philip Matesanz, un étudiant en informatique de 21 ans, lance une pétition visant à autoriser les outils d'enregistrement tiers sur YouTube. La pétition a recueilli plus de 4,3 millions de signatures. Ce fut le plus grand nombre de signatures dans l'histoire de Change.org jusqu'à ce que ce record soit battu en novembre 2016.

### Australie
Au 31 décembre 2019, 7,1 millions de membres étaient revendiqués par la plateforme dans le pays.
La pétition en désaccord avec les modifications de l'éligibilité à la citoyenneté australienne, lancée en avril 2017 recueille plus de 75 000 signatures.
Après que Snapchat a publié sa nouvelle mise à jour en février 2018, Nic Rumsey créé une pétition pour supprimer cette mise à jour après qu'un grand nombre d'internautes a publié des commentaires de fait qu'elles ne profitaient pas de la mise à jour. Le 16 février 2018, la pétition compte plus de 1 100 000 signatures.

### Canada
Au 31 décembre 2019, 8,5 millions de membres étaient revendiqués par la plateforme dans le pays.
En août 2014, la vancouvéroise Erica Perry lance une pétition exigeant que Centerplate, entreprise spécialisée dans les services de restauration en Amérique du Nord et en Europe, congédie son PDG Desmond Hague après la diffusion d'une caméra de surveillance, le montrant en train de maltraiter un jeune Dobermann Pinscher dans un ascenseur. En réponse à la décision de Centerplate de ne pas prendre de mesures à la suite de l'incident et hormis les excuses de l'intéressé, la pétition demande à Centerplate son renvoi immédiat. Le 2 septembre 2014, après que la pétition a récolté plus de 190 000 signatures, Desmond Hague démissionne de ses fonctions.

### Espagne

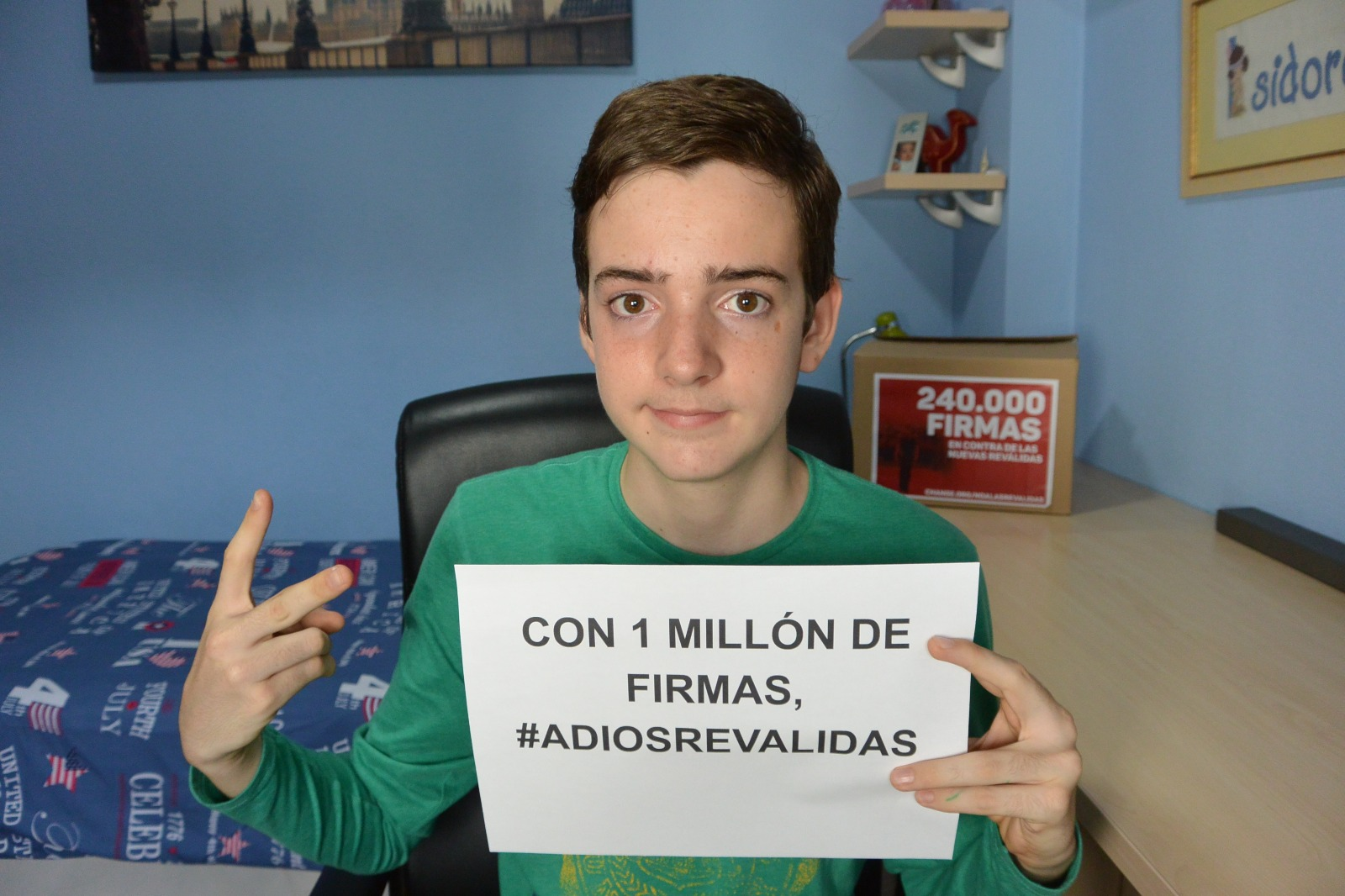
Isidoro Martínez salue la victoire de sa pétition.

Au 31 décembre 2019, 14,3 millions de membres étaient revendiqués par la plateforme dans le pays.
En février 2013, plus d'un million de personnes, soit près de 2 % de la population, avaient signé la pétition qui demandait la démission de tout le gouvernement espagnol. L'appel a été motivé par un scandale de corruption sans précédent impliquant la majorité des principaux dirigeants du Parti populaire, y compris le Premier ministre espagnol, Mariano Rajoy lui-même.[réf. nécessaire]
En novembre 2016, plus d'un million de personnes avaient signé la pétition appelant le ministre de l'Éducation à modifier une loi, qui avait suscité l'indignation des étudiants espagnols. Finalement, la loi a été retirée en partie grâce à Isidoro Martínez, un étudiant de quatorze ans qui avait initié la pétition, la plus plébiscitée de la section espagnole de Change.org.[réf. nécessaire]

### France
En France, la plateforme revendique 12,3 millions de membres, au 31 novembre 2019. 
En 2019, 16 % des pétitions lancées concernaient les questions environnementales.  
En février 2016, cinquante pétitions françaises ont passé les 100 000 signatures.
Une pétition contre le Projet de loi sur les nouvelles protections pour les entreprises et les salariés (dite loi El Khomri ou loi Travail), lancée par un collectif de militants associatifs et syndicaux dont la féministe Caroline de Haas, a recueilli plus d'un million de signatures, record d'une pétition de la section française de Change.org,.
Elle devance la pétition « Mettons fin au gâchis alimentaire en Europe ! » qui a recueilli 768 877 signatures ou la pétition contre la Directive européenne sur le secret des affaires lancée par la journaliste Élise Lucet qui a recueilli plus de 512 000 signatures et celle lancée par la féministe Karine Plassard demandant la grâce présidentielle pour Jacqueline Sauvage, condamnée pour le meurtre de son mari qui avait recueilli près de 436 000 signatures.
Le 13 octobre 2018, Priscillia Ludosky, une micro-entrepreneuse de 33 ans lance une pétition demandant la baisse des prix de l’essence. Cette pétition participe au lancement du mouvement des Gilets jaunes. Le texte de la pétition conclut : « Il est tout à fait honorable que nous cherchions des solutions pour circuler en polluant le moins possible notre environnement. Mais la hausse des taxes imposée par le gouvernement n'est pas la solution. » Le 23 décembre 2018, Change.org compte plus de 1 167 000 signatures pour cette pétition. En décembre 2018, Emmanuel Macron répond via la plateforme Change.org aux signataires de la pétition. La réponse commence par ces mots « Je vous réponds directement : vous avez raison. »
Plus de quarante responsables politiques ont créé leurs profils pour répondre aux pétitions. En octobre 2018, Édouard Philippe répond à la pétition lancée par Muriel Robin demandant des moyens pour lutter contre les violences conjugales. 
En septembre 2019, Change.org annonce le lancement de son bureau d'ingénierie à Paris qui complète l'équipe technique installée à San Francisco.

### Inde
Au 31 décembre 2019, 21,5 millions de membres étaient revendiqués par la plateforme dans le pays.
En Inde, la pétition « Internet abordable pour tous » a été lancée par le youtubeur Amit Bhawani, pour s'opposer à l'augmentation des prix sur Internet. En 48 heures, la pétition obtient 75 000 signatures.
Elle sera devancée par la pétition intitulée « Justice pour Asifa : une fille de huit ans violée et assassinée à Kathua, au Jammu-et-Cachemire », qui reçoit plus de 1,5 million de signatures avec près de deux millions de sympathisants à travers le monde.

### Philippines
Une pétition a été mise en ligne sur Change.org pour sauver Mary Jane Veloso de la peine capitale en Indonésie. Elle est la pétition la plus signée aux Philippines, ayant recueilli 250 000 signataires dans 127 pays.

### Royaume-Uni
Au 31 décembre 2019, 17,4 millions de membres étaient revendiqués par la plateforme dans le pays.
Le 10 mars 2015, le blogueur de droite britannico-irlandais Paul Staines, lance une pétition pour réintégrer Jeremy Clarkson, co-présentateur de la série télévisée Top Gear à la BBC. Cela a suivi la décision de la BBC de le suspendre sur un « accrochage » impliquant un producteur sur le plateau. Elle récolte plus de 500 000 signatures en vingt-quatre heures et devient la pétition la plus massive de la section britannique de Change.org. Le 20 mars 2015, elle recueille plus d'un million de signatures et fut remis à la BBC.
En janvier 2017, une pétition visant à mettre un terme à la visite d'État du président américain Donald Trump au Royaume-Uni a recueilli un million de signatures, soit la deuxième pétition la plus populaire de la section.

### États-Unis
Au 31 décembre 2019, 75,1 millions de membres étaient revendiqués par la plateforme dans le pays.
Le 26 mai 2020, une pétition est lancée pour demander justice, à la suite du meurtre de George Floyd, assassiné par un officier de police blanc du département de Minneapolis. .Le 2 juin, la pétition marque le record du monde de signature sur le site avec un total de 19 581 531 signatures[réf. nécessaire]

## Critiques
Aux États-Unis, en Allemagne et en Italie notamment, Change.org est un temps critiqué pour l'exploitation des données personnelles des signataires de pétitions sponsorisées : elles sont transmises contre paiement au commanditaire de la pétition,. L'utilisation du nom de domaine .org, généralement utilisé par les organisations à but non lucratif, fait également l'objet de critiques.
Accusée de vendre les données personnelles collectées dans le cadre de ses pétitions, la plateforme a d'abord jusqu'en 2016 présenté aux signataires de pétition une case pré-cochée qui autorisait la revente des données personnelles entrées à des tiers, ce qui constituait une pratique illégale. Chaque adresse électronique était alors revendue entre 0,85 € et 1,5 €,. En 2018, l'entreprise affirme avoir corrigé cette pratique et se financer désormais en proposant un don lors de la signature d'une pétition, bien que ses conditions d'utilisations n'aient pas changé. En 2020, une association signale que les conditions d'utilisation autorisent Change.org à revendre les données personnelles collectées pour une pétition.
Courant 2020, le média belge Alter Échos, spécialisé dans les problématiques sociales, signale une série de suppressions de pétitions visant à faire suspendre l'expérimentation de la 5G, en Belgique, au mois d'avril, alors qu'un opérateur de télécommunication entreprend des essais en pleine pandémie de Covid-19, puis, le même mois, en Australie et en Angleterre, puis en Suisse, au mois de mai.
Dans le cadre d'une lettre ouverte à Change.org au sujet de Black Lives Matter, d'anciens employés reprochent aussi à l'entreprise de détourner les fonds collectés pour promouvoir une pétition. Depuis, Change.org a désactivé le bouton « chip in » de certaines pétitions populaires.